# Evelin Gremmel

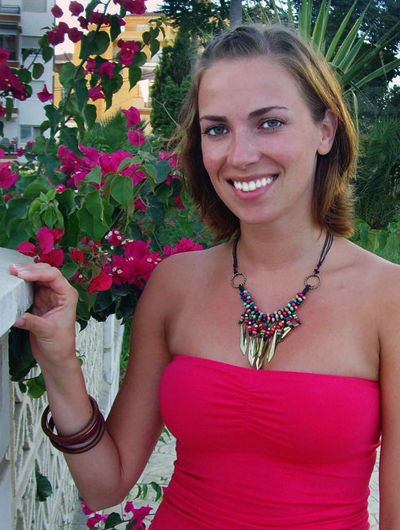
Evelin Gremmel (2010)

Evelin Gremmel (* 29. Oktober 1980 in Nürnberg) ist eine deutsche Sängerin, Tänzerin, staatlich geprüfte Bühnendarstellerin und Musicaldarstellerin.

## Leben

### Schule und Ausbildung
Im Alter von drei Jahren erhielt Evelin Gremmel Ballettunterricht. Sie besuchte die Grundschule in Behringersdorf, einem Ortsteil von Schwaig bei Nürnberg, anschließend bis zum Ende der elften Klasse das Gymnasium in Röthenbach an der Pegnitz. Seit 1991 trat sie mit dem „Ballet Classique de Nuremberg“ auf fränkischen Bühnen auf.
Den ersten Gesangsunterricht nahm sie bei Rainer Turba für die Rolle der Lisa im Musical Fame. Anschließend trat sie von März bis April 1999 in diesem Musical unter der Leitung von Wolfgang Pfeiffer in der Stadthalle Röthenbach auf. Von 1999 bis 2002 absolvierte Evelin Gremmel an der Stage School of Music, Dance and Drama eine Ausbildung in Gesang, Tanz und Schauspiel, die sie 2002 erfolgreich als staatlich geprüfte Bühnendarstellerin abschloss.

### Künstlerische Entwicklung
Während ihrer Ausbildung trat Evelin Gremmel in Monday Nights am St.-Pauli-Theater und in Speed am Altonaer Theater in Hamburg auf sowie als Sängerin bei unterschiedlichsten festlichen Ereignissen und Konzerten. Sie spielte 2003 ihre erste Saison auf dem Clubschiff AIDA und war dort für zwei Jahre als Solistin im Showensemble verpflichtet.
Gremmel, Tochter einer Schwedin, reiste von 2005 bis 2007 in der Rolle der Norwegerin „Frida“ mit „ABBA Mania“ durch Europa sowie mit „ABBA Fever“ durch Deutschland, Spanien und Taiwan. Anschließend spielte Evelin Gremmel 2007 in Essen eineinhalb Jahre in dem Erfolgsmusical MAMMA MIA! im Ensemble mit. Seit 2006 ist Evelin Gremmel nebenbei auch als Model tätig. So war sie u. a. bei Deal or No Deal auf Sat.1 als Koffergirl zu sehen. 2008 erhielt sie die Hauptrolle der Eva Perón im Musical Evita von Andrew Lloyd Webber und Tim Rice und reiste mit dem Ensemble bis Anfang 2010 durch Deutschland, Österreich, die Schweiz, Luxemburg, Dänemark, Schweden und Tschechien.
Evelin Gremmel stand als Eva Perón im Musical „Evita“ in der Kulmbacher Dr.-Stammberger-Halle auf der Bühne. Sie sang die Geschichte der geistigen Führerin der argentinischen Nation.

### Engagements als Bühnen- und Musicaldarstellerin
1999–2001
- Aldiana Club Fuerteventura
  - Gästeshow (Gesang)
- Stage School of Music, Dance and Drama Hamburg
  - Monday Nights (Gesang/Tanz): St.-Pauli-Theater
  - Sommernachtstraum (Schauspiel: Rolle des Schlucker): Opera Stabile (Hamburgische Staatsoper)

2002
- Stage School of Music, Dance and Drama
  - Speed (Gesang/Tanz): Altonaer Theater

2003
- Nachtigallenkonzert
  - Dorint Hotel Gera
  - Seminarveranstaltung der HMI (Gesang)

2003–2005
- AIDA - Das Clubschiff
  - Solistin (Gesang / Schauspiel / Tanz)

2005–2006
- ABBA MANIA Tour, Fidelio Entertainment GmbH[8]
  - Rolle: Frida[9]
  - Konzerttournee u. a. in Deutschland, Österreich, Schweiz, Ungarn und Frankreich

2006–2007
- ABBA Fever, Starentertainment GmbH
  - Rolle der Frida (Frontsängerin)
  - Konzerttournee in Deutschland, Spanien und Taiwan

2007–2008
- Musical Mamma Mia, Stage Entertainment GmbH
  - Ensemble
  - im Colosseum Theater, Essen

2008–2009
- Musical „Evita“, Theater Brünn/Brno
  - Regie: Stanislav Mosa, Musikalische Leitung: Karel Albrecht
  - Rolle der „Evita“, Eva Perón
  - Europatournee in Deutschland, Österreich, der Schweiz, Luxemburg, Dänemark, Schweden und Tschechien

2010
- ABBA Fever, Starentertainment GmbH
  - Rolle der Frida (Frontsängerin)
    - Konzerttournee in Deutschland
- Die Schöne und das Biest, Theater Brünn/Brno
  - Musik: Martin Doepke, Regie: Stanislav Mosa, Musikalische Leitung: Karel Cón
  - Rolle: Fee
  - Europatournee, beginnend in Österreich im Landestheater Linz

### Verpflichtungen als Model
- 2006–2007 Tchibo (Tanzmodenshow), in Hamburg
- 2006–2008 Deal or No Deal 2.–5. Staffel, Endemol bei Sat1
- 2009 Neumair und Zeeck, in Hamburg
- 2007–2010 OLSEN, IMM (International Model Management), in Hamburg und Düsseldorf
- 2010 Jahreszeiten Verlag, Petra, Aprilausgabe
- 2010 Outlook - Night of Fashion, in Dresden mit Bruce Darnell

## Presse und Kritiken
- Biographien der AIDA: Evelin Gremmel. Showensemble IV (Einsatz 30.5. - 26. September 2003 cara / 7. November 2003 – 5. März 2004 vita)[10]
- Svenja Kemper: Evita im Löwen. Ein Abend mit Gänsehauteffekt. Kölner Stadt-Anzeiger, 12. November 2008[11]
- Daniel Honsak: Voller Emotionen und Tempo. Auch im ausverkauften Rüsselsheimer Stadttheater war etwas vom „Evita“-Fieber zu spüren. Allgemeine Zeitung Mainz, Ausgabe Main-Spitze, vom 15. Dezember 2008 (online nicht mehr abrufbar)
- Tobias Schwarzmeier: Diamant mit dunklen Facetten. Bewegendes Musical „Evita“ in gelungener Inszenierung in der Max-Reger-Halle. Der neue Tag - Oberpfälzischer Kurier, Weiden, 15. Januar 2009[12]
- Die Heilige und der Revolutionär. Bildergalerie: Musical „Evita“ in Weiden. 25 Bilder von Tobias Schwarzmeier - Oberpfalznetz.de
- Michael Thumser: Regie, vom Bett aus geführt. Evita. Das Musical erzählt 500 Besuchern in Wunsiedel von einer Heiligen und Hure.[13]
- Christian Lademann (lad): Evita zwischen erotischem Vamp und Volksheldin. Beifall und Jubel für Evelin Gremmel in Titelrolle und Branko Glad als Che.[14]
- CH.S.: Festival Wiltz. Eine gefällige „Evita“ auf der Bühne des Wiltzer Schlosses. Lëtzebuerger Journal 28. Juli 2009 - Lëtzebuerger Journal
- Alex Hofer: Elf Beauties und ein Biest.[15]
- „Die Schöne und das Biest“ als Landestheater-Musicalhit. Ein Sommermärchen.[16]
- Barbara Bross-Winkler Ein romantisches Musical für das Gemüt.[17]
- Bettina Kühne Geschichte einer emanzipierten Frau[18]
- Heiko Wolf (Marktoberdorf) Ein liebendes Herz erlöst das Biest[19]